# Погуляйко, Юрий Михайлович
Ю́рий Миха́йлович Погуля́йко (укр. Юрій Михайлович Погуляйко; род. 12 ноября 1978, Верхнешевыревка, Ворошиловградская область) — украинский юрист, государственный служащий, глава Волынской ОГА со 2 декабря 2019 по 8 ноября 2024 года.

## Биография

### Образование
Окончил Луганский государственный аграрный университет (менеджер организаций и предприятий), Межрегиональную академию управления персоналом (юрист), Академию управления Министерства внутренних дел (юрист).

### Трудовая деятельность
Погуляйко работал участковым инспектором милиции, оперуполномоченным отделения Государственной службы борьбы с экономической преступностью Краснодонского городского отдела УМВД Украины Луганской области. Проходил службу на должностях рядового и начальствующего состава в органах внутренних дел МВД Украины в Николаевской, Днепропетровской, Черниговской и Луганской областях, затем — в Национальной полиции.
Служил в налоговой милиции Главного управления ГФС Донецкой области. Он занимал должность первого заместителя председателя Луганской облгосадминистрации (с 22 августа 2019 года).
28 октября 2019 года Кабинет Министров поддержал назначение Погуляйко на должность председателя Волынской ОГА.
8 ноября 2024 года уволен с должности председателя Волынской областной государственной администрации.

## Личная жизнь
Женат, имеет двоих детей.